# Сірі фон Рейс
Сірі Сильвія Патриція фон Рейс (англ. Siri Sylvia Patricia von Reis; 10 лютого 1931 — 3 серпня 2021) — американська ботанік, авторка та поетка, її предки були фінського та шведського походження. Сірі фон Рейс була авторитетом у народній медицині. Вона також працювала дослідником у Ботанічному саду Нью-Йорка.

## Біографія
Сірі фон Рейс була донькою Брора Густава фон Рейса (1903–1975), президента «Detroit Broach and Machine Company» Рочестер (Мічиган), та Донни Тавастіли фон Рейс (1908–1994). У 1953 році вона отримала ступінь бакалавра ботаніки у Мічіганському університеті. Після розриву заручин з виконавчим директором з електроніки Артуром Г. Б. Меткалфом у 1959 році, вона вийшла заміж за банкіра Артура Гудгарта Альтшула. У них було троє спільних дітей, Артур (нар. 1964), Емілі Хелен (нар. 1966), та Серена (нар. 1970), до їхнього розлучення в 1972 році.